# 布魯克林計程車
《布魯克林計程車》（英語：Taxi Brooklyn）是一部描寫橫跨美、法兩國的動作喜劇電視連續劇，由凱樂·利和傑奇 · 伊多（Jacky Ido）主演，以法國導演盧 · 貝松（Luc Besson）的電影終極殺陣（Taxi）為基礎改編而來。

## 劇情簡介
凱瑟琳『凱特』蘇利文是一名紐約市警局布魯克林分局的警探，因為開車技術太爛常撞爛警車，被分局長 約翰 · 貝克禁止駕駛警車，她只能依靠里奧 · 隆巴，一名來自法國的布魯克林計程車司機，里奧 · 隆巴成為凱特 · 蘇利文的專屬司機兼顧問，凱特 · 蘇利文在未授權下調查她也是紐約市警探的父親為何被紐約黑幫殺害，同時必須在不希望她調查其父親死亡案的分局長 約翰 · 貝克和聯邦調查局探員的前夫 葛雷格 · 詹姆士之間取得平衡。

## 角色與演員
| 角色                                             | 職務或身份                  | 演員                         | 備註 |
| ------------------------------------------------ | --------------------------- | ---------------------------- | ---- |
| 『主角』                                         |                             |                              |      |
| 凱瑟琳『凱特』蘇利文（Caitlin 『Cat』 Sullivan） | 警探（Detective）           | 凱樂 · 利（Chyler Leigh）    |      |
| 里奧 · 隆巴（Leo Romba）                         | 計程車司機                  | 傑奇 · 伊多（Jacky Ido）     |      |
| 約翰 · 貝克（John Baker）                        | 警監（Captain）             | 詹姆士 · 科比（James Colby） |      |
| 艾迪 · 埃斯波西托（Eddie Esposito）              | 警探（Detective）           | José Zúñiga                  |      |
| 莫妮卡 · 佩娜（Monica Pena）                     | 法醫（Doctor）              | Jennifer Esposito            |      |
| （Gregg James）                                  | 聯邦調查局探員（Agent FBI） | Bill Heck                    |      |
| 法蘭基 · 蘇利文（Frankie Sullivan）              | 凱特（Cat）的母親           | Ally Walker                  |      |
| Ronnie                                           |                             | Raul Casso                   |      |
| 『配角』                                         |                             |                              |      |
| 瑞斯（Rhys）                                     |                             | Luke Roberts                 |      |
| 賈達（Giada）                                    |                             | Caterina Murino              |      |